# Negha longicornis
Negha longicornis is een kameelhalsvliegensoort uit de familie van de Inocelliidae. De soort komt voor in het Nearctisch gebied.
Negha longicornis werd voor het eerst wetenschappelijk beschreven door Albarda in 1891.